# Элгин
Э́лгин (англ. Elgin, скотс Elgin, гэльск. Eilginn) — город в Шотландии. Административный центр округа Мори. Город разделен на два основных района — Северный Элгин и Южный Элгин.

## История города
Город образовался из поселений вокруг построенного в XI в. замка. В этих краях любили охотиться древние монархи Шотландии, в особенности печально знаменитый Макбет. В 1224 г. король Александр II пожаловал Элгину статус Королевского Города (англ. Royal Burgh), а затем епископ Морея избрал Элгин столицей своей епархии.

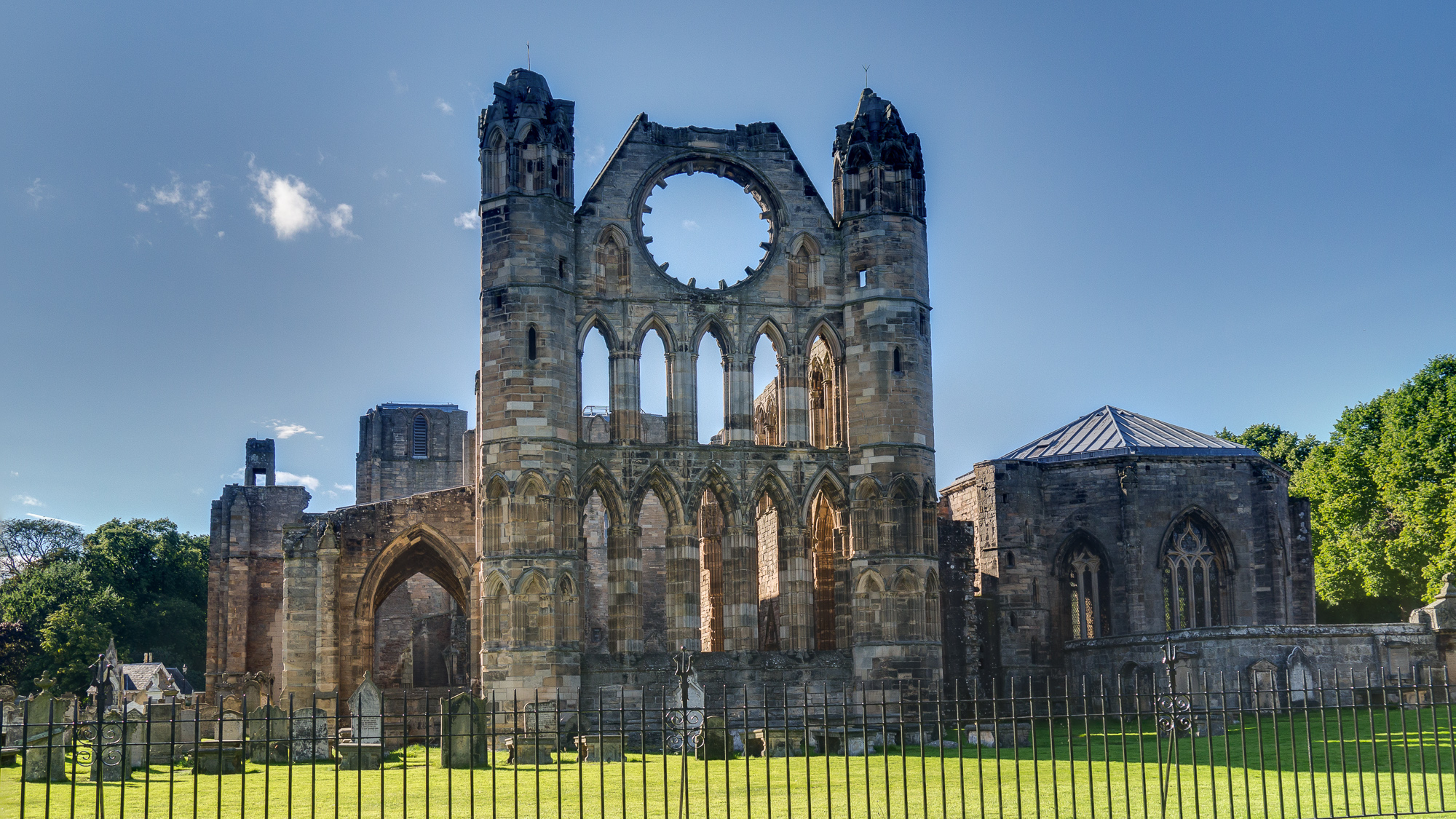
Руины кафедрального собора Элгина

В 1390 году Александр Стюарт — четвертый сын короля Роберта II, более известный как Баденохский волк — поссорился с епископом Морея, после того, как тот осудил его попытки развестись с женой. Желая отомстить церковнику, Александр со своими людьми 17 июня того же года ворвался в Элгин, устроил на его улицах кровавую резню, а затем разграбил город и предал огню. Кафедральный собор города настолько пострадал от пожара, что пришлось заново отстраивать западный фронтон, галереи нефа и центральный пилон. В последующие столетия собор постепенно ветшал. В 1630 г. у него обвалилась крыша, а за последующие двести лет его почти разобрали на камни для новых построек.
В 1745 году город являлся одним из основных центров движения якобитов. Многие местные кланы выступали в поддержку претендента на престол Чарльза Эдуарда Стюарта. Ночь перед роковым сражением при Каллодене, которое произошло 16 апреля 1746 г., армия Стюарта провела в Элгине, сам же принц ночевал в особняке Тандертон, который прекрасно сохранился до наших дней и по-прежнему стоит в центре города.
После поражения шотландского ополчения герцог Камберлендский жестоко покарал лояльные Стюартам города. Он приказал снести заброшенный с XV в. Элгинский замок, а большая часть местного населения была сослана в Канаду в рамках т. н. расчисток Хайленда. В результате карательных мер город практически опустел и пришёл в упадок.
Возрождение Элгина началось только в XIX в., когда началась активная застройка города. Между 1820 и 1840 гг. в городе появились в числе прочих здания госпиталя и Института Андерсона, неоклассическая церковь Святого Эгидия (Сент-Джайлс, построена в 1825—1828 гг.) и городской музей Элгина (1842). Кроме того были проведены реставрационные работы в кафедральном соборе, в ходе которых с его территории было вывезено огромное количество мусора. Развитие железнодорожного сообщения в середине XIX в. вызвало существенный экономический подъём Элгина и рост населения, которое увеличилось вдвое.

## Известные уроженцы, жители
Маккаски, Соня  — британская горнолыжница. Участница зимних Олимпийских игр 1960 года.

## Экономика
Основной отраслью экономики Элгина является производство виски. Наиболее известный бренд — Глен Элгин (англ. Glen Elgin).

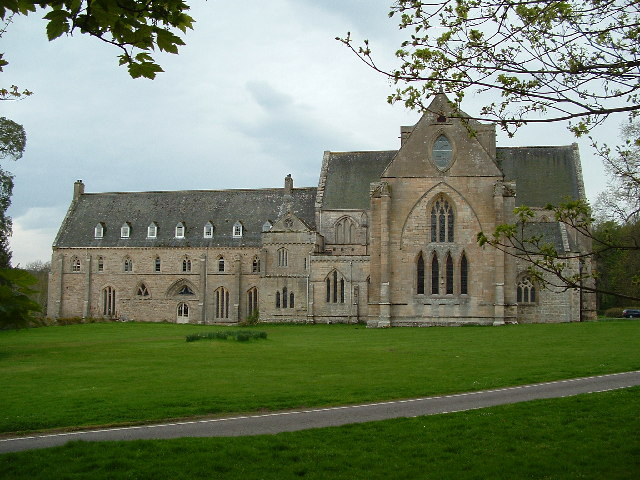
Пласкарденское аббатство

## Достопримечательности

### В городе
- Городской музей Элгина (англ. Elgin Museum). В музее собраны коллекции, посвященные естествознанию и истории, науке и искусствам, геологии, археологии и этнографии. Главные экспонаты музея — коллекция пиктских барельефов и собрание окаменелостей.
- Кафедральный собор Элгина (англ. Elgin Cathedral). Также его называют Северным светилом (англ. Lantern of the north).

### В окрестностях
- Пласкарденское аббатство (англ. Pluscarden Abbey) — было основано в 1230 году королём Александром II, сохранило свои функции до наших дней и остается действующим монастырём. Расположено в 8 км от города.
- Руины дворца Спайни (англ. Spynie Palace) — бывшая обитель епископов Морея. Расположен в 4 км от города.